# Anton Domenico Gabbiani
Anton Domenico Gabbiani (Florence, 13 février 1652 – 22 novembre 1726) est un peintre italien du baroque tardif de l'école florentine qui a été surtout actif en Toscane.

## Biographie
Il commence son apprentissage à Florence, d'abord chez Valerio Spada et le peintre de portrait de cour des Médicis Giusto Sustermans, puis avec le Florentin Vincenzo Dandini.
Avec Bimbacci, Foggini et Marcellini, il fut envoyé à Rome de 1673 à 1676 aux frais des Médicis. Il étudie à l'Accademia Fiorentina, dirigée par Ciro Ferri et Ercole Ferrata. En 1678-1679, il complète sa formation à Venise, où il travaille dans l'atelier de Sebastiano Bombelli.
Il retourne à Florence en 1680, où il est patronné par le grand prince Ferdinando, le fils du grand-duc Cosme III. Sa première œuvre publique est un Saint François de Sales en Gloire (1685) pour l'église Santi Apostoli. Il devient un des peintres les plus actifs aux XVIIe et XVIIIe siècles, et son œuvre est beaucoup appréciée des Médicis. Il peint le portrait de son mécène entouré par les musiciens et chanteurs Vincenzo Olivicciani, Antonio Rivani et Giulio Cavalletti (1685 - Palais Pitti). Son Autoportrait, 1685, peinture à l'huile sur toile, 87,5 × 73 cm, est au Musée des Offices.
Ses élèves furent Giovanna Fratellini, Ignazio Hugford (aussi un biographe), Benedetto Luti, Ranieri del Pace, Giovanni Battista Redi et Tommaso Redi.

## Œuvre
Il se fit l'interprète d'une peinture élégante et raffinée qui s'inspire, en termes classiques, de celle de Pierre de Cortone.
Fresques
A la suite d'un bref voyage à Vienne, en 1680, il commença sa carrière de fresquiste, travaillant activement dans les plus importants palais florentins tels que Gerini, Pitti (une Annonciation en 1684), Strozzi-Ridolfi, Corsini in Parione, Orlandini, Vivarelli Colonna et Rinuccini et réalisa L'Apothéose de Cosme l'Ancien sur le plafond de la  Sala da Pranzo dans la villa médicéenne de Poggio a Caiano. On le retrouve également dans quelques villes des environs. Ses œuvres sont essentiellement marquées par le courant classique romain de Maratta et par la culture académique florentine. A cette période succéda entre 1701 et 1718, la fresque de la coupole de San Frediano in Cestello. Ses œuvres se trouvent dans les plus importants cycles décoratifs florentins de l'époque, comme au Complesso di San Firenze.
Tableaux
Parmi ses peintures religieuses à noter La Descente de l'Esprit saint à San Giorgio alla Costa datant de 1706 et L'Apparition du Christ à Saint Pierre d'Alcantara à Schleissheim, en 1714. Sa dernière œuvre, restée inachevée, fut Le festin des Dieux du palais Incontri.
- Opera di Pacificazione di Cosimo il Vecchio, Villa médicéenne de Poggio a Caiano
- Apoteosi di Casa Corsini (1696), Palazzo Corsini al Parione, Florence
- L'enlèvement de Ganymède par Jupiter déguisé en aigle, Uffizi
- Ferdinando de’ Medici attorniato dai suoi musicisti (1685), Palazzo Pitti, Florence
- Musiciens à la cour des Médicis (vers 1685), huile sur toile, 141 × 208 cm, Palais Pitti, Florence[4]
- Portrait d'un musicien avec un luth
- Portrait de Vittoria Rinuccini, musée des Beaux-Arts de Chambéry, France